# Galaxie naine du Sextant
Pour les articles homonymes, voir Sextant (homonymie).
La galaxie naine du Sextant est une galaxie naine sphéroïdale qui fait partie de notre Groupe local. Elle fut découverte en 1990 par Mike Irwin, P. S. Bunclark, M. T. Bridgeland et R. G. McMahon.
Distante de 280 000 années-lumière du système solaire, la galaxie naine du Sextant est un satellite de la Voie lactée. Avec une magnitude absolue de -8, il s’agit de l’une des galaxies proches les moins lumineuses.